# Kim (Zigarettenmarke)
| Daten der Kim Slimsize Blue | Daten der Kim Slimsize Blue              |
| --------------------------- | ---------------------------------------- |
| Kondensat/Teer:             | 3 mg                                     |
| Nikotin:                    | 0,3 mg                                   |
| Kohlenmonoxid:              | 3 mg                                     |
| Charakteristik:             | American Blend, mit Filter, leicht, mild |

| Daten der Kim Slimsize Red | Daten der Kim Slimsize Red         |
| -------------------------- | ---------------------------------- |
| Kondensat/Teer:            | 8 mg                               |
| Nikotin:                   | 0,6 mg                             |
| Kohlenmonoxid:             | 9 mg                               |
| Charakteristik:            | American Blend, mit Filter, würzig |

Kim war eine Zigarettenmarke des britischen Herstellers British American Tobacco (kurz: BAT).
Der komplette Name der Produktmarke war Kim Slimsize und unterschied sich in den Sorten Kim Blue Slimsize und Kim Red Slimsize.

## Wissenswertes
Die im Jahr 1970 eingeführte Kim-Zigarette war ca. 9,5 cm lang und fiel besonders wegen ihrer schlanken Form auf. Die Marke wurde 1972 in Deutschland geschützt. Sie war besonders bei Frauen beliebt und wurde öfter auch als „Frauenzigarette“ bezeichnet. 1974 erreichte Kim mit 110 Millionen Zigaretten monatlich einen Marktanteil von 1,1 % und gehörte damit zu den ersten 15 deutschen Zigarettenmarken. Bei einem Anteil von knapp 30 % der Frauen über 16, die damals regelmäßig rauchten, wurde dieses Marktsegment auch für Mitbewerber interessant, die ebenfalls Damenzigarettenmarken herausbrachten.
2011 wurde Kim aus dem Markenregister gelöscht. British American Tobacco vertreibt jetzt die vergleichbare Marke Vogue.

## Cover
Die Schachtel war komplett von der Öffnung bis zur Mitte der Verpackung weiß. Am unteren Rand befand sich ein wellenartiges Muster, das je nach Sorte entweder in Orange-Rot (Red Slimsize) oder Türkis-Blau (Blue Slimsize) aufgedruckt war.
Der S. Fischer Verlag griff das charakteristische Design 2011 zur Gestaltung des Buchcovers von Nikotin auf, einer essayistischen Erzählung des Schriftstellers Gregor Hens.

## Einige Werbeslogans
- 1970: „Genuß, der zu uns paßt“
- 1970: „Schlank und rassig von Kopf bis Glut“
- 1971: „Talk a little – kim a little“
- 1972: „Für Männerhände viel zu chic“
- 1988: „Keine wie alle“